# Musée Momofuku Ando
Le musée Momofuku Ando (インスタントラーメン発明記念館, Insutanto-rāmen Hatsumei Kinenkan) est un musée consacré aux nouilles instantanées, ainsi qu'à leur inventeur, Momofuku Andō.
Le musée est situé à Ikeda, dans la préfecture d'Osaka, à quelques pas de la gare d'Ikeda, sur la ligne Hankyu Takarazuka. L'entrée est gratuite.

## Musée des Cup Noodles

Statue de Momofuku Ando.

Il existe également un musée des Cup Noodles à Yokohama, qui présente quatre étages d’expositions et d’attractions. Cet emplacement comprend diverses expositions présentant l'histoire des nouilles instantanées et l'histoire de Momofuku Andō.

## Caractéristiques
L'entrée est gratuite.
Les deux musées disposent d'un atelier de ramen instantanés permettant aux visiteurs de créer leurs propres nouilles instantanées fraîches (fraîches comme celles qui viennent d'être fabriquées). Les réservations doivent être faites à l'avance pour profiter de cette fonctionnalité du musée. Il existe également une fabrique de nouilles où les visiteurs peuvent assembler leur propre tasse de nouilles à partir d'ingrédients pré-fabriqués pour une somme de 300 yens.

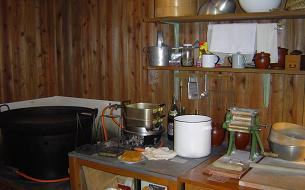
Recréation de l'atelier d'Ando.
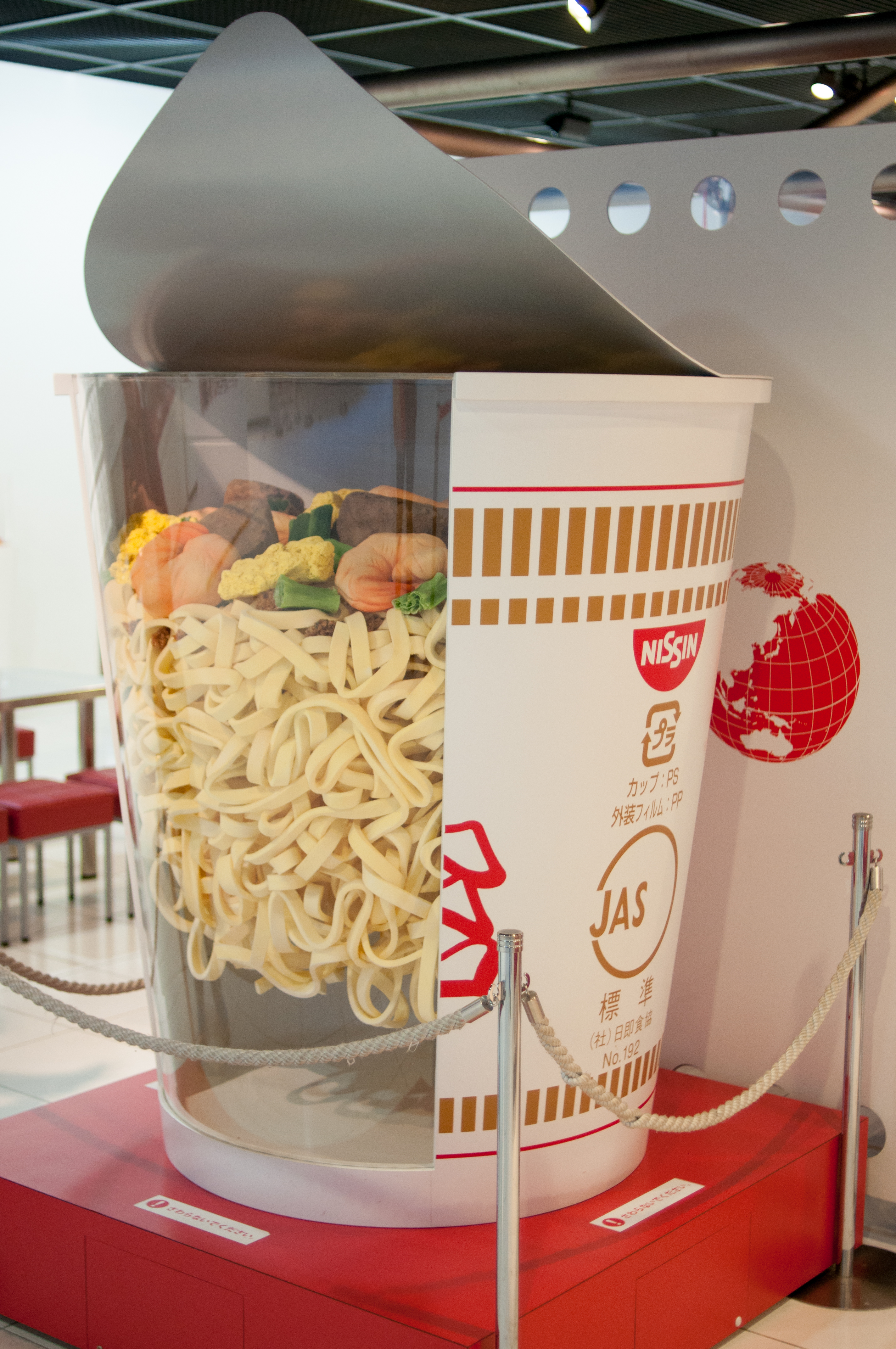
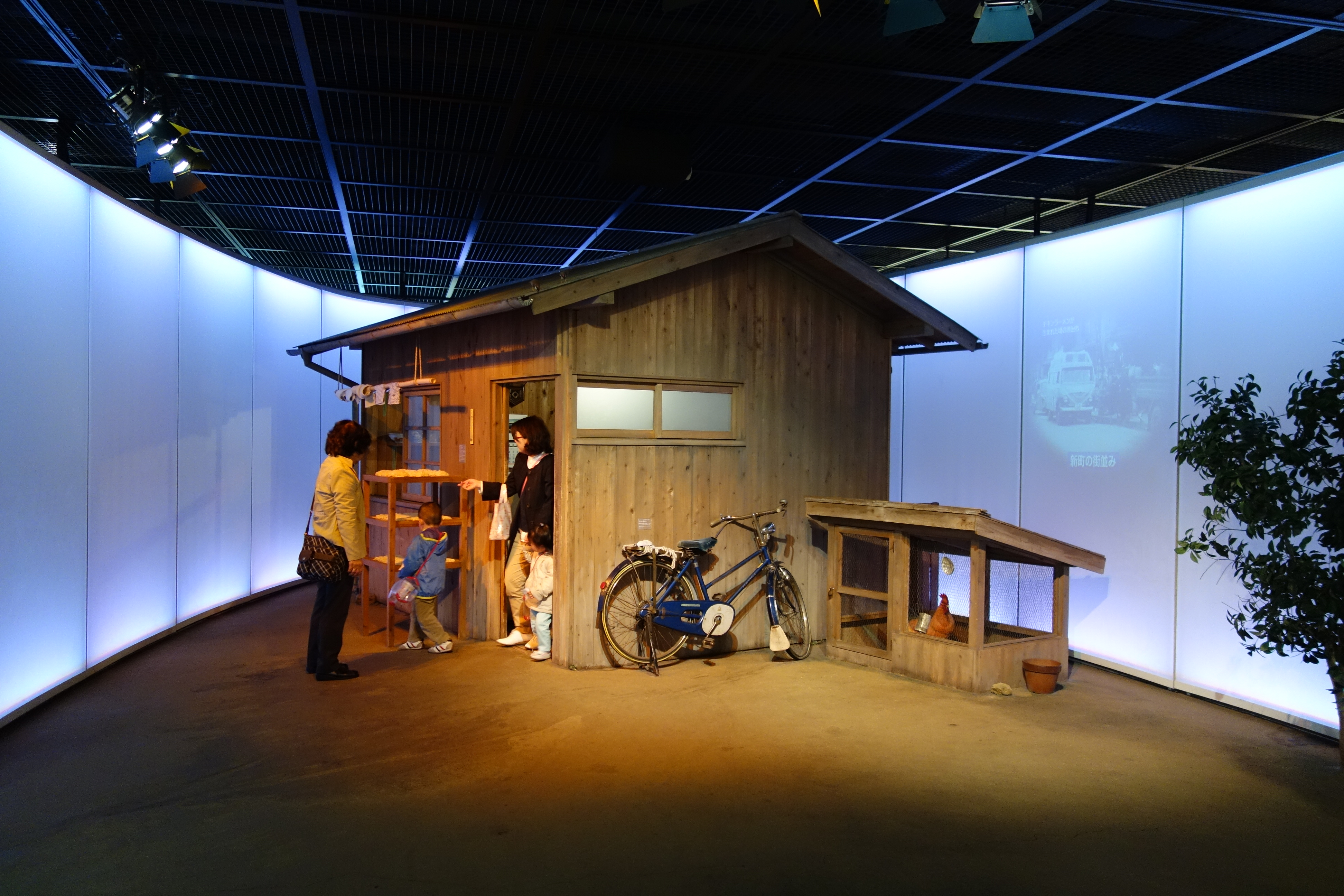

## Voir également